# 罪与罚 ～地球的继承者～
《罪与罚 ～地球的继承者～》是Treasure和任天堂开发第一部开发，任天堂发行的轨道射击游戏。游戏于2000年在日本任天堂64平台发行，2004年在中国大陆神游机发行。
虽然游戏最初在亚洲独占发行，但使用了英语配音和日语字幕。因此它最终成为北美最期待的Virtual Console游戏之一，游戏网站IGN曾在服务宣布启动时预测，游戏再发行的可能性“非常高”。
《罪与罚》与2007年9月在日本Virtual Console发行，2007年10月在北美发行。PAL和北美版进行了翻译，使用了英语菜单，此外还有英语配音的日语字幕，而游戏的Wii点数价格也比一般游戏高200。随着Virtual版的成功，任天堂宣布2009年发行Wii续作《罪与罚 ～宇宙的后继者～》。